# Cesar Essayan
Cesar Essayan OFM Conv. (ur. 27 maja 1962 w Sydonie) – libański duchowny katolicki, wikariusz apostolski Bejrutu od 2016.

## Życiorys

### Prezbiterat
Święcenia kapłańskie otrzymał 17 kwietnia 1993 w zgromadzeniu franciszkanów konwentualnych. Pracował głównie jako gwardia i ekonom klasztorów libańskiej prowincji. W latach 2010–2016 był jej przełożonym.

### Episkopat
2 sierpnia 2016 papież Franciszek mianował go wikariuszem apostolskim Bejrutu z tytularną stolicą Mareotes. Sakry udzielił mu 8 października 2016 prefekt Kongregacji ds. Kościołów Wschodnich - kardynał Leonardo Sandri.